# Liste spanischer Philosophen
Spanische Philosophinnen und Philosophen
- Mariano Álvarez Gómez (1935–2017)
- Gustavo Bueno (1924–2016)
- Victoria Camps (* 1941)
- Juan Donoso Cortés (1809–1853)
- Félix Duque (* 1943)
- Baltasar Gracián (1601–1658)
- Pedro Laín Entralgo (1908–2001)
- José Luis López-Aranguren (1909–1996)
- Ramón Lull, auch Raimundus Lullus (1232–1315)
- Emilio Lledó (* 1927)
- Maimonides (1135/38–1204)
- Julián Marías (1914–2005)
- Felipe Martínez Marzoa (* 1943)
- Javier Muguerza (1936–2019)
- Juan Manuel Navarro Cordón (* 1942)
- José Ortega y Gasset (1883–1955)
- Andrés Ortiz-Osés (1943–2021)
- Raimon Panikkar i Alemany (1918–2010)
- José María Ripalda (* 1936)
- Fernando Savater (* 1947)
- Michael Servetus (1509/11–1553)
- Dominico de Soto (1494–1560)
- Francisco Suárez (1548–1617)
- Miguel de Unamuno (1864–1936)
- Amelia Valcárcel (* 1950)
- Francisco de Vitoria (1480–1546)
- Juan Luís Vives (1492–1540)
- María Zambrano (1904–1991)
- Xavier Zubiri (1898–1983)